# Marcus Lorenz
Marcus Lorenz (* 8. November 1967) ist ein deutscher Radiomoderator, Hörfunkjournalist, Radio- und Fernsehreporter sowie Musikproduzent.

## Leben
Bereits im Alter von 16 Jahren sammelte Marcus Lorenz mit einem eigenen Piratensender in Heidelberg erste Erfahrungen mit dem Medium Radio. Noch vor seinem Abitur in Heidelberg betrieb er 1986 gemeinsam mit dem späteren RTL-Radio-Moderator und VIVA-Fernsehredakteur Paulo Ferreira von Ludwigshafen am Rhein aus sein erstes Vollprogramm, den Privatsender Radio-NCM im Kabelnetz in Rheinland-Pfalz. Beim Start des ersten baden-württembergischen Privatsenders Radio Regenbogen mit Sitz in Mannheim gehörte er als Moderator und Reporter zur Gründungsmannschaft.
Nach drei Jahren folgte der Wechsel zum öffentlich-rechtlichen Rundfunk, wo er sich schnell als Moderator und Reporter etablierte. Nach einem Jahr beim Süddeutschen Rundfunk in Mannheim wechselte Marcus Lorenz 1992 zum Kultsender SWF3, für den er fast vier Jahre lang neben bekannten Kollegen wie Elmar Hörig, Stefanie Tücking, Anke Engelke und Patrick Lynen als Moderator tätig war. Kurz vor der Fusion von SWR und SDR zog es Marcus Lorenz von Baden-Baden nach Köln zum neuen WDR Jugendsender Eins Live. Als Moderator der „ersten Stunde“ hat er neben Moderatoren wie Jürgen Domian, Jörg Thadeusz, Thorsten Otto, Thomas Bug, Stefan Raab und Miriam Pielhau maßgeblich zum Erfolg von EinsLive als erfolgreichstem „jungen Radio“ Deutschlands beigetragen. Gleichzeitig machte sich Marcus Lorenz bei weiteren öffentlich-rechtlichen Radiosendern einen Namen als Allround-Radiomoderator. Zu seinen Stationen gehören HR XXL, HR3 und Bayern3. Erste Erfahrungen mit dem Medium Fernsehen sammelte er als Reporter für das ZDF und Sat.1.
Nach fast 18 Jahren Rundfunktätigkeit zog sich Marcus Lorenz Ende 2003 aus der deutschen Medienlandschaft zurück. Er lebt derzeit in Australien und arbeitet als Naturfilmer und Produzent von Naturdokumentationen.